# Embassament de Sant Quirze Safaja
L'embassament de Sant Quirze Safaja és un embassament del riu Tenes (conca del Besòs), format per una presa situada en el terme municipal de Sant Quirze Safaja, a la comarca del Moianès.
Recull l'aigua de la conca alta del Tenes, però és tot dins del terme de Sant Quirze Safaja. Just la cua de l'embassament arriba a tocar el límit amb el terme de Castellcir. Està situat en el sector nord del terme, al sud-oest de les masies de Can Brugueroles, Can Curt, Can Gall, a llevant del Solà del Boix i al nord del poble de Sant Quirze Safaja.